# Conwentzia nietoi
Conwentzia nietoi is een insect uit de familie van de dwerggaasvliegen (Coniopterygidae), die tot de orde netvleugeligen (Neuroptera) behoort. 
De wetenschappelijke naam Conwentzia nietoi is voor het eerst geldig gepubliceerd door Monserrat in 1982.